# Maria-Lenssen-Berufskolleg

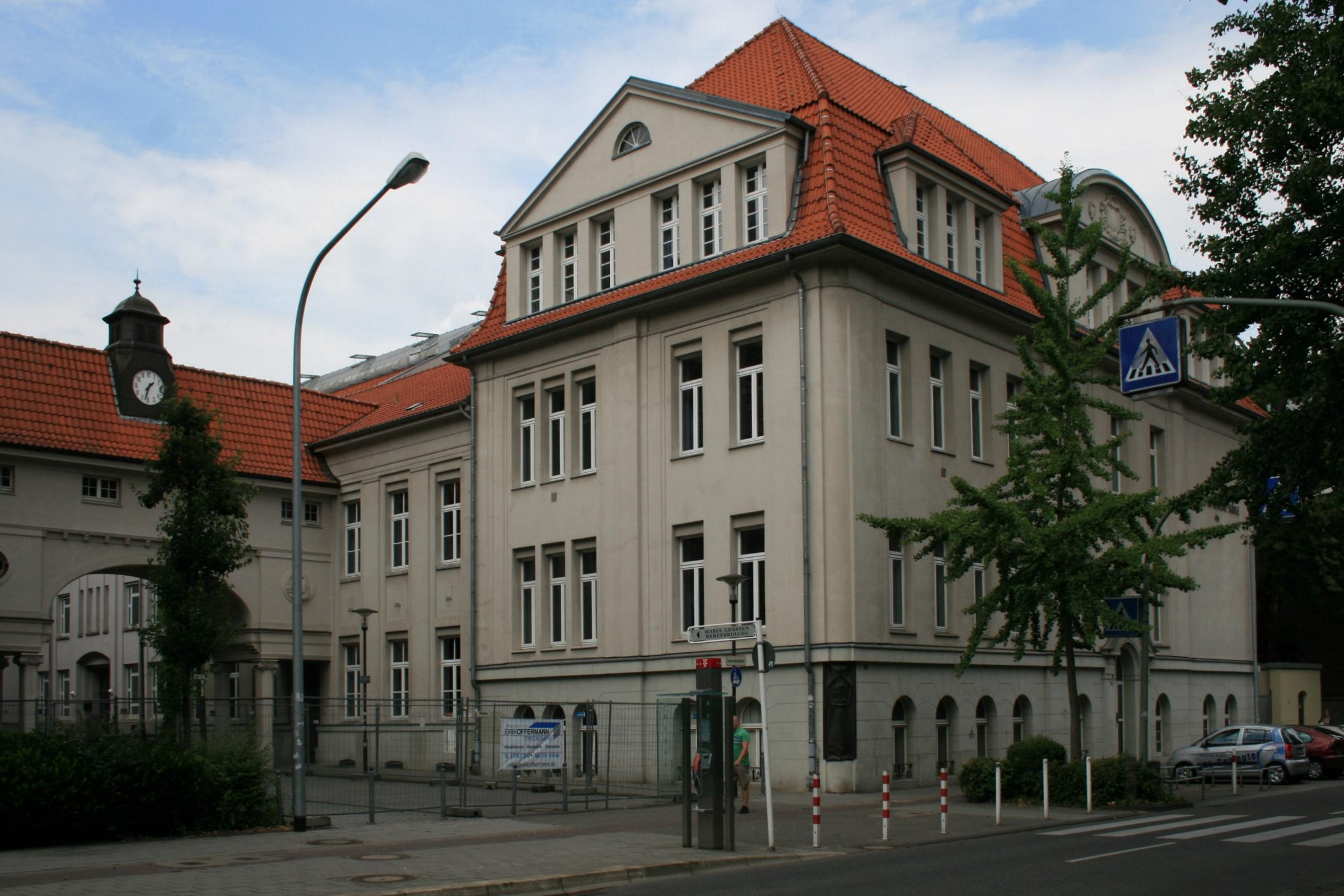
Bauteil C, Brucknerallee 57 (2010)

Das Maria-Lenssen-Berufskolleg steht im Stadtteil Rheydt in Mönchengladbach (Nordrhein-Westfalen) und bildet einen großen, mehrere Grundstücke umfassenden Baukomplex im Zentrum der Stadt, von dem mehrere Teile am 24. September 1985 unter der Nummer W 012 in die Denkmalliste der Stadt Mönchengladbach eingetragen wurden. Unter Denkmalschutz stehen der Bauteil A mit dem Lehrerinnenwohnhaus Werner-Gilles-Straße 18–22, der Bauteil C auf dem gegenüberliegenden Eckgrundstück Brucknerallee 57 und das ehemalige Schülerinnenwohnheim am Südrand des Baublocks, Mühlenstraße 33, letzteres inzwischen unter der separaten Nummer M 060.

## Architektur

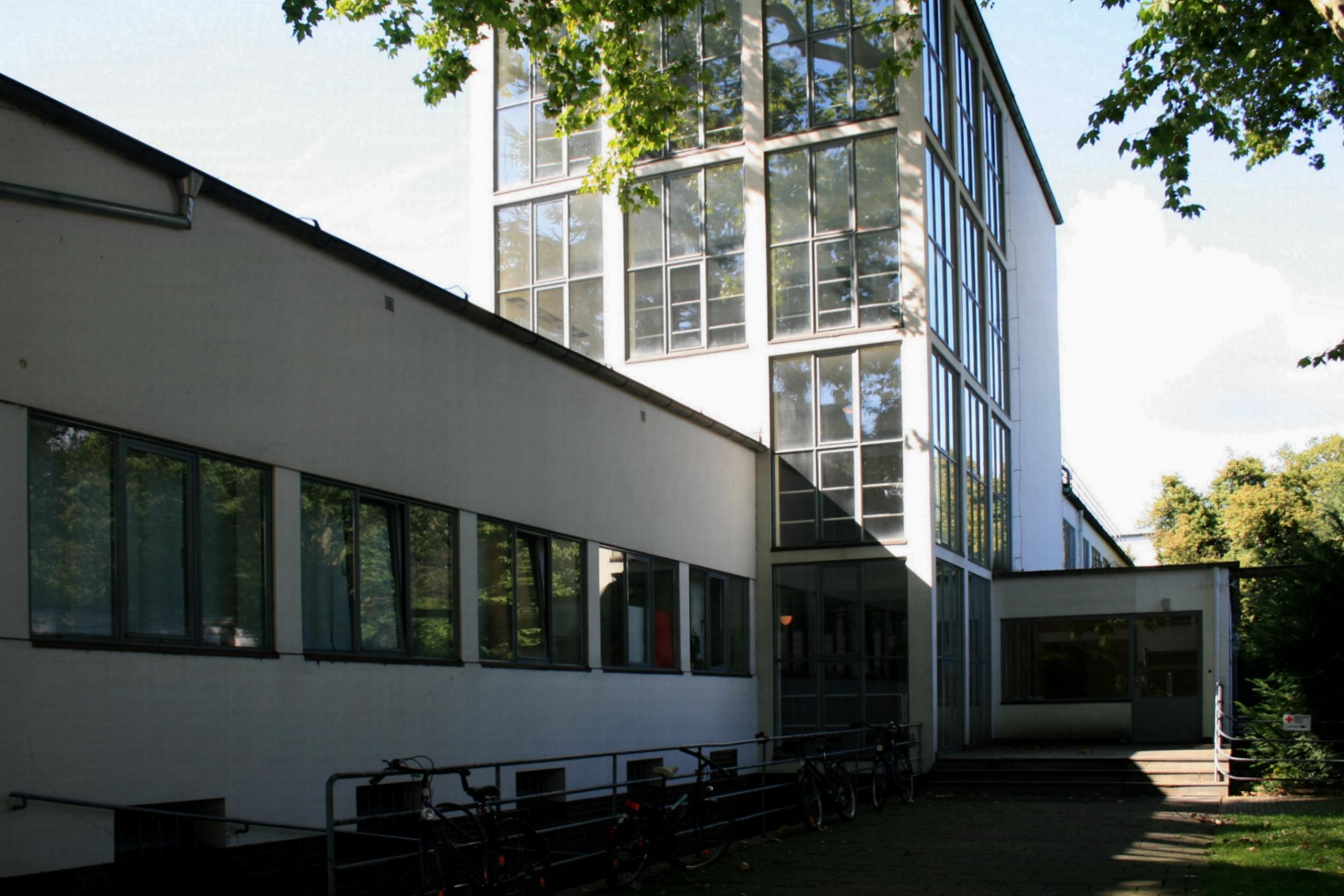
Ehemaliges Schülerinnenwohnheim, Mühlenstraße 33 (2010)

Der Bauteil A (Werner-Gilles-Straße 20/22) schließt nach Westen an das ehemalige Schulleiterinnenwohnhaus (Werner-Gilles-Straße 18) an. Das Gebäude ist in an das Neobarock anklingenden Formen aufgeführt und hat 14 Achsen in drei Geschossen.
Der Bauteil C an der Ecke Brucknerallee 57 / Werner-Gilles-Straße hat seine Schauseite zur Allee und ist ein dreiseitig freistehendes Gebäude. Es ist unterkellert und zeigt an der Schauseite neun Achsen. Die Werner-Gilles-Straße überbrückt ein Verbindungsbau über einem von vier Pfeilern getragenen Korbbogen.
Der große, aufwändige Schulkomplex ist ein beeindruckendes Beispiel späthistoristischer Architektur. Das Schulgebäude ist aufgrund seines gut erhaltenen Originalzustands und aus bauhistorischen Erwägungen schützenswert.
Das 90 Meter lange, dreigeschossige ehemalige Schülerinnenwohnheim steht mit der südlichen Schmalseite an der Mühlenstraße und wurde in den Formen des Neuen Bauens errichtet.